# São Pedro do Sul, Várzea e Baiões
São Pedro do Sul, Várzea e Baiões (oficialmente: União das Freguesias de São Pedro do Sul, Várzea e Baiões), é uma freguesia portuguesa do município de São Pedro do Sul, com 22,55 km² de área e 5497 habitantes (censo de 2021). A sua densidade populacional é 243,8 hab./km².

## História
Foi criada aquando da reorganização administrativa de 2012/2013, resultando da agregação das antigas freguesias de São Pedro do Sul, Várzea e Baiões:

## Demografia
A população registada nos censos foi:
| Distribuição da População por Grupos Etários | Distribuição da População por Grupos Etários | Distribuição da População por Grupos Etários | Distribuição da População por Grupos Etários | Distribuição da População por Grupos Etários | Distribuição da População por Grupos Etários |
| -------------------------------------------- | -------------------------------------------- | -------------------------------------------- | -------------------------------------------- | -------------------------------------------- | -------------------------------------------- |
| Antes da agregação                           |                                              |                                              |                                              |                                              |                                              |
| Ano                                          | 0-14 anos                                    | 15-24 anos                                   | 25-64 anos                                   | >= 65 anos                                   | Total                                        |
| 2001                                         | 976                                          | 816                                          | 2984                                         | 1034                                         | 5810                                         |
| 2011                                         | 849                                          | 656                                          | 3020                                         | 1203                                         | 5728                                         |
| Após a agregação                             |                                              |                                              |                                              |                                              |                                              |
| Ano                                          | 0-14 anos                                    | 15-24 anos                                   | 25-64 anos                                   | >= 65 anos                                   | Total                                        |
| 2021                                         | 609                                          | 626                                          | 2754                                         | 1508                                         | 5497                                         |